# Komputerowy skład
Komputerowy skład – metoda składania druku, w której znaki lub czcionki tworzone są przez komputer i przenoszone na światłoczuły papier lub kliszę za pomocą impulsów laserowych lub poruszającej się wiązki światła, generowanej w źródle stroboskopowym (strobotronie) lub w generatorze katodowym (CRT - cathode-ray tube).
Układ zawiera:
- klawiaturę do tworzenia zapisu magnetycznego na taśmie danych wejściowych (we wcześniejszych wersjach na taśmie perforowanej). Rozróżnia się dwa rodzaje klawiatur:
  - zliczające - umożliwiające operatorowi podejmowanie decyzji o rozmieszczeniu obiektów na stronie oraz odstępach między nimi (tzw. spacjowanie), co jest bardzo ważne przy druku tabel, wzorów lub równań;
  - niezliczające, tańsze i szybsze w użytkowaniu, odpowiednie tylko do składania tekstu.

- komputer do tworzenia łączników lub znaków pisarskich,
- układ strony wraz z jej justunkiem,
- jednostkę składającą dane wyjściowe.

Komputer musi być bardzo dokładnie zaprogramowany dla optymalnego rozmieszczenia słów, znaków pisarskich oraz łączników. Starsze składarki mają fotojednostkę z optycznym zestawieniem czcionek o odpowiednim kroju i stopniu do odwzorowania w postaci negatywu lub wzorcowego, w postaci siatki, dysku, bębna lub kliszy. Naświetlanie światłem wzorów czcionek powoduje przeniesienie ich na światłoczuły papier lub kliszę.
Systemy optyczne w nowszych urządzeniach zastępowane są przez wiązki laserowe, które kierują poszczególne części każdej litery odpowiednio do komputerowo generowanych impulsów elektrycznych.